# Sergey Bakulin
Pour les articles homonymes, voir Bakulin.
Sergey Bakulin (russe : Сергей Бакулин; né le 13 novembre 1986 à Insar) est un athlète russe, spécialiste de la marche.

## Carrière
Cinquième des Championnats d'Europe 2006 et médaillé de bronze lors des Championnats d'Europe espoirs d'athlétisme 2007 à Debrecen sur 20 km, il a remporté la médaille d'or lors des Universiades de Belgrade en 2009 et la médaille de bronze aux Championnats d'Europe d'athlétisme 2010 sur 50 km.
Il remporte son premier titre majeur en 2011 lors des Championnats du monde de Daegu où il s'impose dans l'épreuve du 50 km en 3 h 41 min 24 s, devant son compatriote Denis Nizhegorodov et l'Australien Jared Tallent.
Le 20 janvier 2015, sa fédération annonce qu'il est disqualifié pour non-respect du passeport biologique. Il perd son titre mondial de 2011.

### Palmarès
| Date | Compétition              | Lieu       | Résultat | Distance |
| ---- | ------------------------ | ---------- | -------- | -------- |
| 2006 | Coupe du monde de marche | La Corogne | 6e       | 20 km    |
| 2006 | Championnats d'Europe    | Göteborg   | 5e       | 20 km    |
| 2009 | Coupe d'Europe de marche | Metz       | 4e       | 50 km    |
| 2009 | Universiade              | Belgrade   | 1er      | 20 km    |
| 2010 | Championnats d'Europe    | Barcelone  | 3e       | 50 km    |
| 2011 | Championnats du monde    | Daegu      | -        | DQ       |

### Records
| Épreuve      | Performance   | Lieu    | Date            |
| ------------ | ------------- | ------- | --------------- |
| 20 km marche | 1 h 18 min 18 | Adler   | 23 février 2008 |
| 50 km marche | 3 h 38 min 46 | Saransk | 12 juin 2011    |